# Малиналько (муниципалитет)
Малиналько (исп. Malinalco) — муниципалитет в Мексике, входит в штат Мехико. Население — 20 157 человек.

## История
Город основан в 1826 году.